# Nižnij Kisljaj
Nižnij Kisljaj (in russo Нижний Кисляй?) è un insediamento di tipo urbano della Russia europea, situato nel rajon Buturlinovskij dell'oblast' di Voronež.
Si trova sul fiume Bitjug, 20 km a sud-est di Voronež.